# شهرستان اویغور
شهرستان اویغور (به قزاقی: Ұйғыр ауданы، ۇيعىر اۋدانى) یک شهرستان در قزاقستان است که در استان آلماتی واقع شده‌است.

## خصوصیات
شهرستان اویغور ۸٬۷۰۰ کیلومترمربع مساحت و ۶۳٬۵۹۸ نفر جمعیت دارد.
از نظر ترکیب قومیتی، اکثر ساکنین آن، از مردم اویغور هستند.
- ۳۶٫۶ هزار نفر اویغور (۵۷٫۹۱٪)
- ۲۵٫۴ هزار نفر قزاق (۴۰٫۰۶٪)
- ۱ هزار نفر روس (۱٫۵۸٪)
- ۱۱۰ نفر ازبک (۰٫۱۷٪)
- ۱۷۵ نفر بقیه (۰٫۲۸٪)